# Грачёв, Николай Александрович
Николай Александрович Грачёв (25 октября 1910 — 21 октября 1980) — журналист. Главный редактор (1960—1965) областной пензенской газеты «Сталинское знамя» (ныне — «Пензенская правда»). Участник Великой Отечественной войны.

## Биография
Родился в 1910 году в городе Чембар Пензенской губернии (ныне г. Белинский Пензенской области).
В 1931—1935 годах был сотрудником районной газеты, затем — корреспондентом ТАСС по Пензе.
С конца 1930-х годов — заведующий отделом пензенской областной газеты «Сталинское знамя».
С 1939 года член КПСС. Окончил Высшую партийную школу при ЦК КПСС.
Участник Великой Отечественной войны. На 1943 год был старшим инструктором политотдела 6-й армии, капитан. Участник Сталинградской битвы, награждён медалью «За оборону Сталинграда». Летом 1944 года участвовал в боях на Карельском перешейке, в ходе освобождения города Выборг был в строе 314 стрелковой дивизии, одним из первых вошёл в город в ходе уличных боёв, «личным примером отваги поднимал боевой дух», награждён Орденом Отечественной войны II степени. Войну закончил в звании майора.
Во время войны регулярно присылал в родную газету «Сталинское знамя» материалы о воинах. После демобилизации в 1946 году вернулся в пензенскую печать.
27 сентября 1960 года решением бюро обкома КПСС назначен и.о. редактора газеты «Сталинское знамя», а в конце 1960 года — её редактором. Работал в этой должности пять лет.
Член Союза журналистов СССР.
Умер в 1980 году в Пензе.

## Публикации
Автор книг, написанных в соавторстве с журналистом М.М. Нечаевым: «Твои земляки» (1949, о Героях Советского Союза), «Разведчица» (1957, о герое Гражданской войны Л.С. Ломаковой-Холодовой), «На берегах Вороны» (1959) и очерков «Сквозь годы» (1980).